# Ričardas Berankis
Ričardas Berankis (Vilnius, 21 juni 1990) is een Litouwse tennisspeler. Hij heeft één ATP-toernooi gewonnen in het dubbelspel, en stond al tweemaal in de finale in het enkelspel. Hij deed al verschillende keren mee aan grandslamtoernooien. Hij heeft twaalf challengers in het enkelspel op zijn naam staan.

## Palmares

### Palmares enkelspel
| Legenda                       | Legenda               |
| ----------------------------- | --------------------- |
| Grand Slam                    |                       |
| Olympische Spelen             |                       |
| tot 2009                      | vanaf 2009            |
| Tennis Masters Cup            | ATP Finals            |
| ATP Masters Series            | ATP Tour Masters 1000 |
| ATP International Series Gold | ATP Tour 500          |
| ATP International Series      | ATP Tour 250          |

| Nr.                  | Datum            | Toernooi        | Ondergrond    | Tegenstander in finale | Score               | Details |
| -------------------- | ---------------- | --------------- | ------------- | ---------------------- | ------------------- | ------- |
| Verloren finales     |                  |                 |               |                        |                     |         |
| 1.                   | 29 juli 2012     | ATP Los Angeles | Hardcourt     | Sam Querrey            | 0-6, 2-6            | Details |
| 2.                   | 22 oktober 2017  | ATP Moskou      | Hardcourt (i) | Damir Džumhur          | 2-6, 6-1, 4-6       | Details |
| Gewonnen challengers |                  |                 |               |                        |                     |         |
| 1.                   | 31 mei 2010      | Nottingham      | Gras          | Go Soeda               | 6-4, 6-4            |         |
| 2.                   | 22 november 2010 | Helsinki        | Hardcourt (I) | Michał Przysiężny      | 6-1, 2-0, r         |         |
| 3.                   | 27 juli 2014     | Astana          | Hardcourt     | Marsel İlhan           | 7-5, 5-7, 6-3       |         |
| 4.                   | 23 november 2014 | Andria          | Hardcourt (i) | Nikoloz Basilasjvili   | 6-4, 1-0, r         |         |
| 5.                   | 15 november 2015 | Urtijëi         | Hardcourt (i) | Rajeev Ram             | 7-6(3), 6-4         |         |
| 6.                   | 17 april 2016    | Gwangju         | Hardcourt     | Grega Žemlja           | 6-3, 6-2            |         |
| 7.                   | 24 april 2016    | Nanking         | Gravel        | Grega Žemlja           | 6-3, 6-4            |         |
| 8.                   | 27 mei 2017      | Shymkent        | Gravel        | Yannick Hanfmann       | 6-3, 6-4            |         |
| 9.                   | 1 april 2018     | Saint-Brieuc    | Hardcourt (i) | Constant Lestienne     | 6-2, 5-7, 6-4       |         |
| 10.                  | 27 januari 2019  | Rennes          | Hardcourt (i) | Antoine Hoang          | 6-4, 6-2            |         |
| 11.                  | 17 maart 2019    | Drummondville   | Hardcourt (i) | Yannick Maden          | 6-3, 7-5            |         |
| 12.                  | 12 mei 2019      | Busan           | Hardcourt     | Andrew Harris          | 7-65, 6-2           |         |
| 13.                  | 18 augustus 2019 | Vancouver       | Hardcourt     | Jason Jung             | 6-3, 5-7, 6-4       |         |
| 14.                  | 26 maart 2023    | Saint-Brieuc    | Hardcourt (i) | Dan Added              | 6-3, 6-7(3), 7-6(5) |         |

### Palmares dubbelspel
| Nr.                          | Datum         | Toernooi    | Ondergrond | Partner              | Tegenstanders in finale | Score    | Details |
| ---------------------------- | ------------- | ----------- | ---------- | -------------------- | ----------------------- | -------- | ------- |
| Gewonnen finales herendubbel |               |             |            |                      |                         |          |         |
| 1.                           | 12 april 2015 | ATP Houston | Gravel     | Tejmoeraz Gabasjvili | Treat Huey Scott Lipsky | 6-4, 6-4 | Details |

## Resultaten grote toernooien
| Legenda | Legenda                          |
| ------- | -------------------------------- |
| g.t.    | geen toernooi gehouden           |
| l.c.    | lagere categorie                 |
| –       | niet deelgenomen                 |
| G       | uitgeschakeld in de groepsfase   |
| 1R      | uitgeschakeld in de eerste ronde |
| 2R      | uitgeschakeld in de tweede ronde |
| 3R      | uitgeschakeld in de derde ronde  |
| 4R      | uitgeschakeld in de vierde ronde |
| KF      | uitgeschakeld in de kwartfinale  |
| HF      | uitgeschakeld in de halve finale |
| F       | de finale verloren               |
| W       | het toernooi gewonnen            |
| w-v     | winst/verlies-balans             |

### Enkelspel
| grandslamtoernooien |      |      |     |      |      |      |    |      |      |      |      |    |
| Australian Open     | –    | 3R   | –   | 3R   | 1R   | 2R   | 1R | –    | 1R   | –    | 2R   | 2R |
| Roland Garros       | –    | –    | –   | 1R   | –    | 1R   | 1R | 1R   | 1R   | 1R   | 2R   | 3R |
| Wimbledon           | 2R   | –    | –   | 1R   | –    | 2R   | 1R | –    | 1R   | 2R   | g.t. | 1R |
| US Open             | 2R   | –    | –   | 1R   | –    | 2R   | 2R | 1R   | 1R   | 2R   | 3R   |    |
| ATP Masters 1000    |      |      |     |      |      |      |    |      |      |      |      |    |
| Indian Wells        | –    | 2R   | –   | –    | –    | –    | –  | –    | 1R   | 2R   | g.t. |    |
| Miami               | –    | 1R   | –   | 1R   | –    | 1R   | –  | –    | 1R   | –    | g.t. | 2R |
| Monte Carlo         | –    | –    | –   | –    | –    | –    | –  | –    | –    | –    | g.t. | –  |
| Madrid              | –    | –    | –   | –    | –    | –    | –  | –    | –    | –    | g.t. | –  |
| Rome                | –    | –    | –   | –    | –    | –    | –  | –    | –    | –    | –    | –  |
| Montreal/Toronto    | –    | –    | –   | –    | –    | –    | –  | –    | –    | –    | g.t. | 1R |
| Cincinnati          | –    | –    | –   | –    | –    | –    | –  | –    | –    | –    | 2R   |    |
| Shanghai            | –    | –    | –   | –    | –    | –    | –  | –    | –    | –    | g.t. |    |
| Parijs              | –    | –    | –   | –    | –    | –    | –  | –    | –    | 1R   | –    |    |
| olympisch           |      |      |     |      |      |      |    |      |      |      |      |    |
| Olympische Spelen   | g.t. | g.t. | –   | g.t. | g.t. | g.t. | 1R | g.t. | g.t. | g.t. | g.t. | –  |
| statistieken        |      |      |     |      |      |      |    |      |      |      |      |    |
| titels per jaar     | 0    | 0    | 0   | 0    | 0    | 0    | 0  | 0    | 0    | 0    | 0    | 0  |
| eindejaarsranking   | 87   | 125  | 113 | 131  | 86   | 85   | 92 | 136  | 116  | 66   | 69   |    |

### Dubbelspel
| grandslamtoernooien |      |      |      |     |      |      |      |      |    |
| Australian Open     | –    | –    | 1R   | –   | –    | –    | –    | 1R   | 2R |
| Roland Garros       | –    | –    | –    | 2R  | –    | –    | 2R   | 1R   | 1R |
| Wimbledon           | 1R   | –    | –    | 1R  | –    | –    | 1R   | g.t. | 2R |
| US Open             | –    | –    | 1R   | –   | –    | –    | 2R   | –    |    |
| ATP Masters 1000    |      |      |      |     |      |      |      |      |    |
| (nog) geen deelname |      |      |      |     |      |      |      |      |    |
| olympisch           |      |      |      |     |      |      |      |      |    |
| Olympische Spelen   | g.t. | g.t. | g.t. | –   | g.t. | g.t. | g.t. | g.t. | –  |
| statistieken        |      |      |      |     |      |      |      |      |    |
| titels per jaar     | 0    | 0    | 1    | 0   | 0    | 0    | 0    | 0    | 0  |
| eindejaarsranking   | 342  | 769  | 146  | 383 | 819  | —    | 294  | 329  |    |